# The King of Fighters XIII
The King of Fighters XIII är ett fightingspel utvecklat av SNK Playmore, och utgivet i Japan den 2010 som arkadspel. Spelet är det trettonde i serien The King of Fighters. Spelet porterades även till Playstation 3 och Xbox, och utgavs då 2011.

## Handling
Spelet innehåller 31 figurer, av vilka två (Billy Kane och Saiki), inte förekommer i arkadversionen. Det finns också tre nedladdningsbara figurer: Mr. Karate, Iori och Kyo.

### Fotnoter
1. ↑  ”King of Fighters XIII Redated” (på engelska). Andriasang. 4 november 2011. Arkiverad från originalet den 15 mars 2021. https://web.archive.org/web/20210315231920/https://andriasang.com/comyv6/. Läst 21 maj 2015.
2. ↑  ”The King of Fighters XIII” (på engelska). Mobygames. 20 mars 2010. http://www.mobygames.com/game/king-of-fighters-xiii. Läst 21 maj 2015.